# Monopeltis capensis
Espèce
Monopeltis capensis est une espèce d'amphisbènes de la famille des Amphisbaenidae.

## Répartition
Cette espèce se rencontre en Afrique du Sud, au Zimbabwe et au Botswana.

## Étymologie
Son nom d'espèce, composé de cap[e] et du suffixe latin -ensis, « qui vit dans, qui habite », lui a été donné en référence au lieu de sa découverte, la colonie du Cap.

## Publication originale
- Smith, 1848 : Illustrations of the Zoology of South Africa; Consisting Chiefly of Figures and Descriptions of the Objects of Natural History Collected during an Expedition into the Interior of South Africa, in the Years 1834, 1835, and 1836.  Vol. III. Reptilia. Part 28 Errata sheet. London: Smith, Elder, & Co..